# Daïra de Babor
La daïra de Babor est une circonscription administrative algérienne en petite Kabylie située dans la wilaya de Sétif et limitrophe de la  wilaya de Jijel. Son chef-lieu est situé sur la commune éponyme de Babor.

## Communes de la daïra
La daïra regroupe les deux communes Babor et Serdj El Ghoul.